# Jeroen Lumu
Jeroen Lumu, né le 25 mai 1995 à Bréda, est un footballeur néerlandais qui évolue au poste d'attaquant au Saburtalo Tbilissi.

## Palmarès

### En club
- Championnat de Bulgarie : 2014
- Coupe de Bulgarie : 2014

### En équipe nationale
- Pays-Bas -17 ans
  - Vainqueur du championnat d'Europe des moins de 17 ans en 2012